# Vernon (Florida)
Vernon is een plaats (city) in de Amerikaanse staat Florida, en valt bestuurlijk gezien onder Washington County.

## Demografie
Bij de volkstelling in 2000 werd het aantal inwoners vastgesteld op 743.
In 2006 is het aantal inwoners door het United States Census Bureau geschat op 780, een stijging van 37 (5,0%).

## Geografie
Volgens het United States Census Bureau beslaat de plaats een oppervlakte van
12,2 km², geheel bestaande uit land. Vernon ligt op ongeveer 59 m boven zeeniveau.

## Plaatsen in de nabije omgeving
De onderstaande figuur toont nabijgelegen plaatsen in een straal van 32 km rond Vernon.